# Karang Are (Pagar Jati)
Karang Are is een bestuurslaag in het regentschap Bengkulu Tengah van de provincie Bengkulu, Indonesië. Karang Are telt 270 inwoners (volkstelling 2010).